# Richards (cràter lunar)
|  | Aquest article tracta sobre un cràter lunar. Si cerqueu un cràter venusià, vegeu «Richards (cràter)». |

|  | No s'ha de confondre amb Richardson (cràter). |

Richards és un petit cràter d'impacte que es troba a l'interior septentrional de la plana emmurallada del cràter Mendeleev, a la cara oculta de la Lluna. Es localitza a mig camí entre els cràters Bergman (a l'oest-sud-oest) i Fischer (a l'est), tots dos també dins de l'interior de Mendeleev.

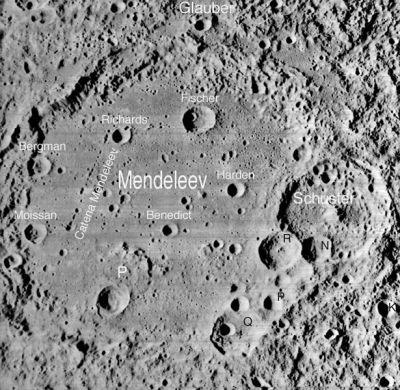
Entorn de Richards, situat a la part nord-oest de l'interior de Mendeleev
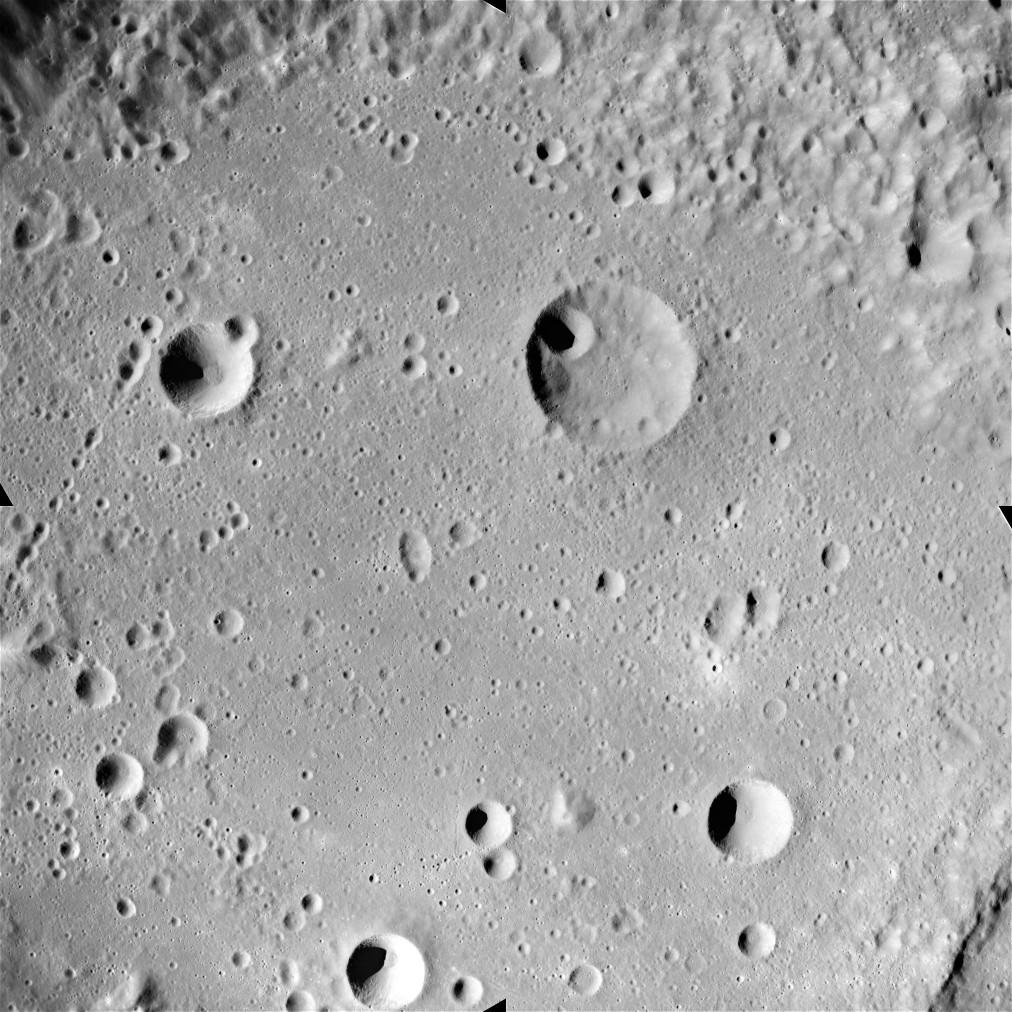
Mendeleev vist des de l'Apollo 16

És un cràter circular en forma de copa, amb un petit cercle com a sòl interior en el punt mig de les parets interiors inclinades. Els costats interiors tenen una albedo més alta que els voltants. Posseeix un petit cràter situat a la vora nord-nord-est de la seva vora.

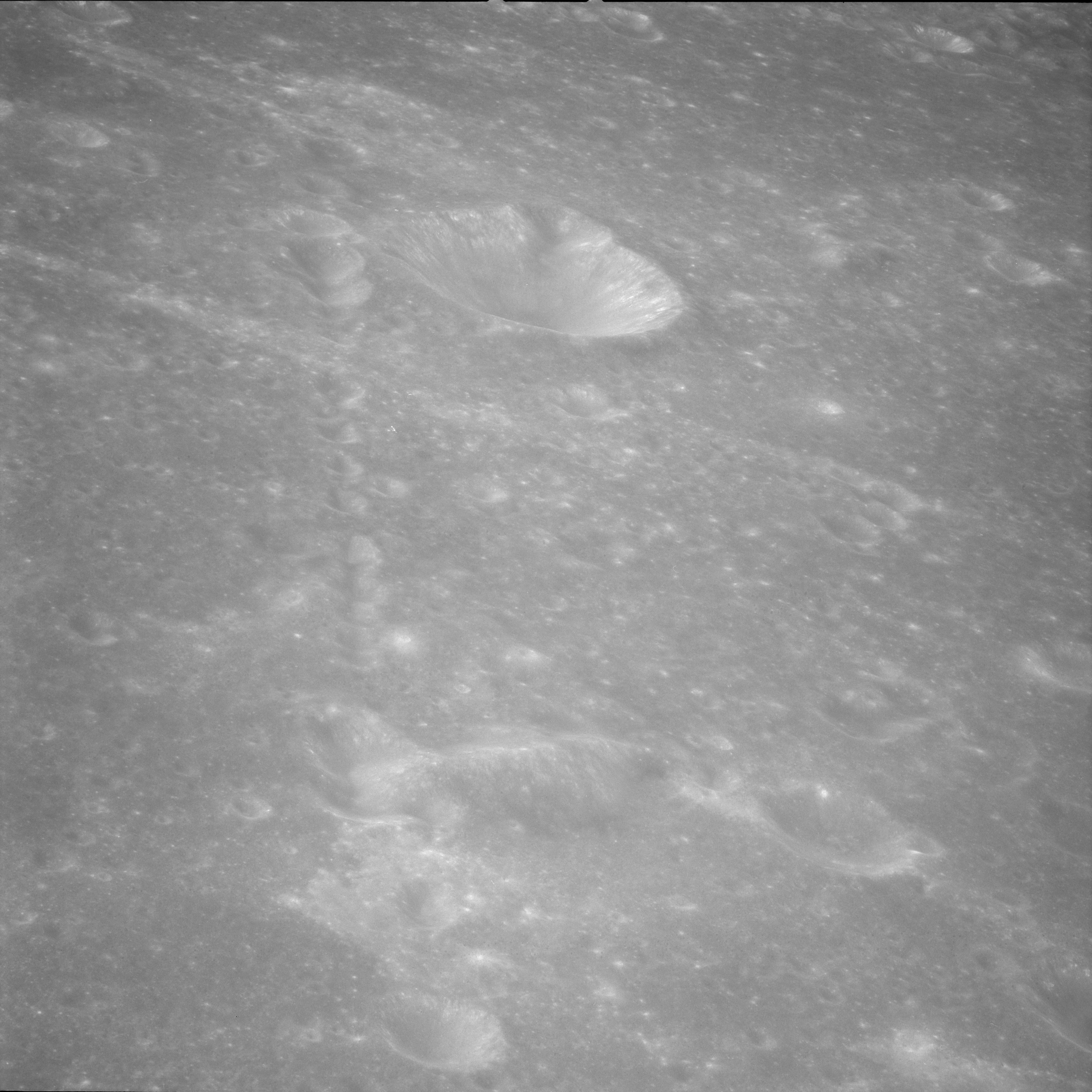
Fotografia de la missió Apollo 11
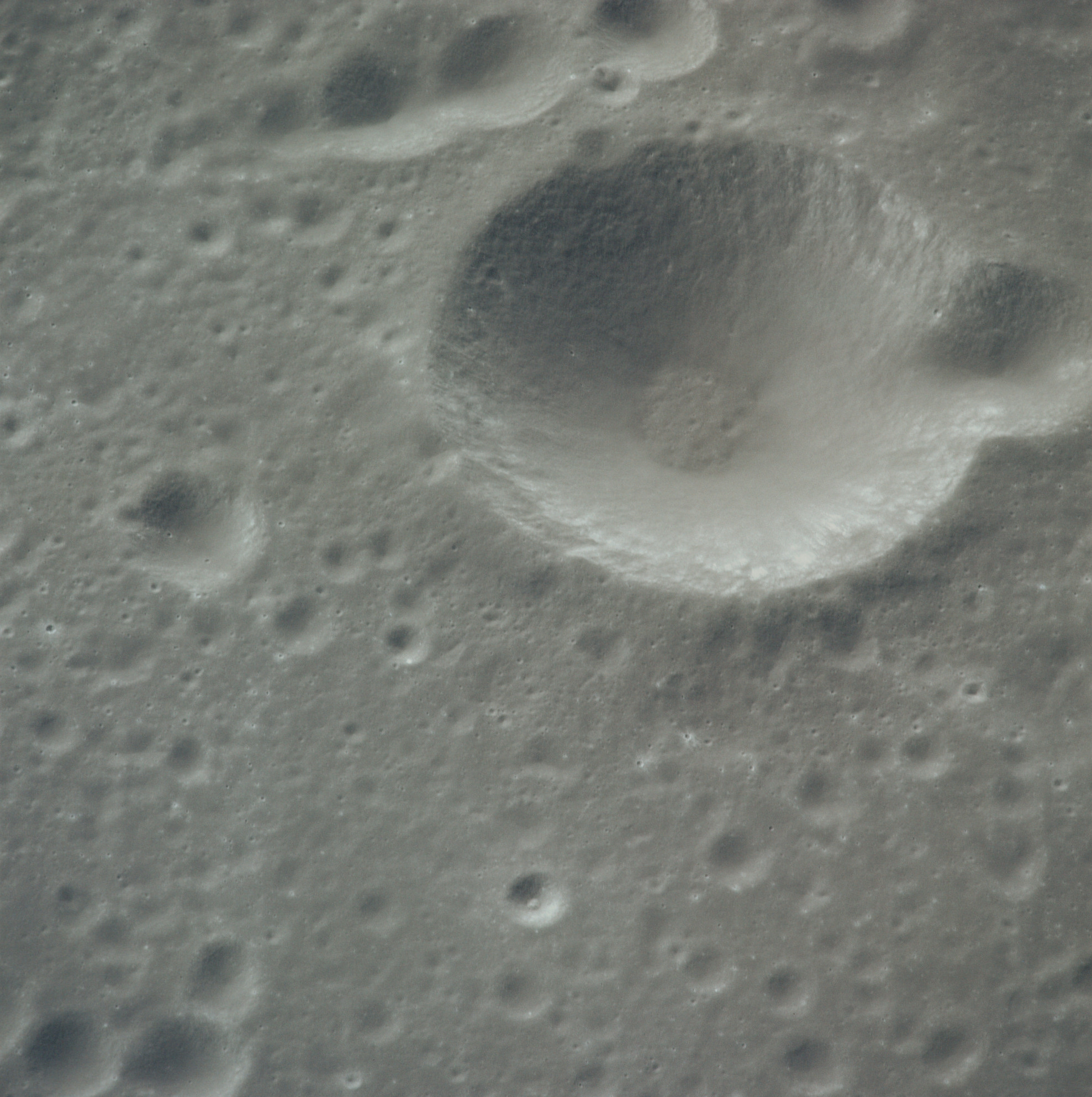
Fotografia de la missió Apollo 16
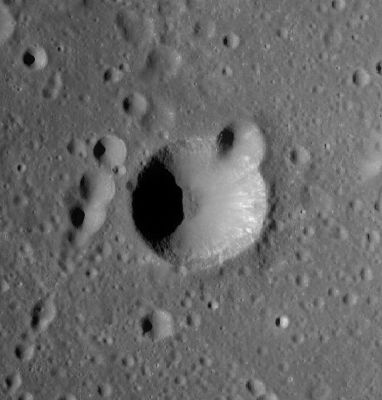
Fotografia de la missió LRO

La cadena de cràters anomenada Catena Mendeleev passa just a l'oest de Richards, continuant en una línia de petits cràters des de l'extrem sud-oest de Mendeleev.